# Атомен радиус
Атомният радиус представлява разстоянието от атомното ядро до най-отдалечения от него максимум на електронната плътност.

## Изменение на атомния радиус

### По групи
По групи, с нарастване на броя протони в атомните ядра се увеличава и броя на електронните слоеве. Това е причината за увеличаването на атомния радиус по групи.

### По периоди
По периоди, с нарастване на броя протони в атомните ядра се увеличава и броя на електроните. Оттук нараства и привличането на ядрото и електроните. Това е причината за намаляване на атомния радиус по периоди.